# Fast Times at Barrington High
Albums de The Academy Is...
Santi
(2007)
Singles
1. About a Girl
Sortie : 15 juillet 2008
2. Summer Hair = Forever Young
Sortie : 2008
3. His Girl Friday
Sortie : 2009
4. The Test
Sortie : 2009

Fast Times at Barrington High est le troisième album du groupe américain de rock indépendant The Academy Is..., publié le 18 août 2008 par Fueled by Ramen.

## Liste des chansons
Toutes les paroles sont écrites par William Beckett, toute la musique est composée par Mike Carden et William Beckett.
| No  | Titre                       | Durée |
| --- | --------------------------- | ----- |
| 1.  | About a Girl                | 3:30  |
| 2.  | Summer Hair = Forever Young | 3:39  |
| 3.  | His Girl Friday             | 3:41  |
| 4.  | The Test                    | 3:29  |
| 5.  | Rumored Nights              | 3:45  |
| 6.  | Automatic Eyes              | 3:26  |
| 7.  | Crowded Room                | 3:07  |
| 8.  | Coppertone                  | 3:18  |
| 9.  | After the Last Midtown Show | 5:13  |
| 10. | Beware! Cougar!             | 3:38  |
| 11. | Paper Chase                 | 3:30  |
| 12. | One More Weekend            | 3:43  |